# Сельское поселение Алябьевский
Сельское поселе́ние Алябьевский — муниципальное образование в Советском районе Ханты-Мансийского автономного округа Российской Федерации. Глава Астапчук Юлия Дмитриевна с 2022.
Административный центр — посёлок Алябьевский.

## История
Статус и границы сельского поселения установлены Законом Ханты-Мансийского автономного округа - Югры от 25 ноября 2004 года № 63-оз «О статусе и границах муниципальных образований Ханты-Мансийского автономного округа - Югры»

## Население
| 2010  | 2012  | 2013  | 2014  | 2015  | 2016  | 2017  |
| ----- | ----- | ----- | ----- | ----- | ----- | ----- |
| 2446  | ↘2364 | ↘2324 | ↘2307 | ↘2295 | ↘2290 | ↘2275 |
| 2018  | 2019  | 2020  | 2021  |       |       |       |
| ↘2264 | ↘2226 | ↘2221 | ↘2211 |       |       |       |

## Состав сельского поселения
| № | Населённый пункт | Тип населённого пункта          | Население |
| - | ---------------- | ------------------------------- | --------- |
| 1 | Алябьевский      | посёлок, административный центр | ↘2211     |